# Hemistola occidentalis
Hemistola occidentalis là một loài bướm đêm trong họ Geometridae.